# Conferència sobre el futur d'Europa
La Conferència sobre el futur d'Europa és una conferència proposada el 2019 que hauria d'haver començat el 9 maig de 2020 però que, a causa de la pandèmia de COVID-19, s'ha vist posposada al 9 maig de 2021, Diada d'Europa, 71 anys després de la Declaració de Schuman.
La conferència hauria de servir per rellançar el projecte democràtic de la Unió Europea, tot implicant tots els ciutadans europeus i la societat civil, sense prejudici d'una revisió dels tractats fundacionals de la mateixa UE (la darrera revisió dels Tractats es remunta al 2007 amb la signatura del Tractat de Lisboa.) 
- Reptes interiors i/o globals: Gran recessió (2008) i Crisi del deute sobirà europeu (2010), Crisi migratòria (2015) i gestió dels fluxos migratoris, Sortida del Regne Unit de la UE (2016), Pandèmia de COVID-19 i la consegüent crisi sanitària, econòmica i social (2020), Canvi climàtic, lluita pels drets humans fonamentals.

- Reptes externs: Conflictes diplomàtiques al Mediterrani oriental entre Turquia, Grècia i Xipre sobre el fons de la Conflicte de Xipre (1974), política militar agressiva russa i Crisi de Crimea (2014), Política econòmica expansionista xinesa.

A més a més, un repunt de participació democràtica a les eleccions europees del 2019 (50,62%) ha empès les institucions europees a decidir d'encetar un nou capítol de la Unió Europea per, almenys formalment, donar més veu als ciutadans.
Després de diversos mesos d'aturada deguts a la pandèmia, el 3 febrer de 2021, tots 27 estats membres de la UE van acceptar la proposta del president portuguès António Costa (president de torn del Consell de la Unió Europea), segons la qual la conferència haurà de ser organitzada de manera unificada per les tres principals institucions europees (Comissió Europea, Parlament Europeu i Consell) amb el suport d'un comitè executiu.